# Леонор Варела
Леоно́р Варе́ла Па́льма (ісп. Leonor Varela Palma, *29 грудня 1972) — чилійська акторка та модель. Вона зіграла персонажа Клеопатру в фільмі 1999 р. Клеопатра. Леонор також брала активну участь в різних екологічних акціях, таких як «Збережемо китів знову» (англ. Save Whales Again).

## Біографія

### Ранні роки
Леонор Варела народилася в Сантьяго, Чилі, в родині відомого чилійського нейробіолога і філософа Франсіско Варела і франко-угорської танцівниці Леонор Пальми. Крім Леонор в родині було ще троє дітей.
Після приходу до влади Піночета сім'я емігрувала в Коста-Рику, де Леонор провела перші 7 років свого життя. З Коста-Рики Варела дозволили повернутися в Чилі, але незабаром Франсіско отримав роботу в Німеччині. Після декількох років в Німеччині сім'я знову переїжджає в Чилі, але знову ненадовго. У 1986 році вони знову повернулися до Європи, осівши у Франції, де Варела займалася дослідженнями в Політехнічній школі і викладав нейробіологію в Паризькому університеті. З цього часу Леонор постійно живе в Парижі. На початку 90-х Леонор надходить в Паризьку консерваторію.

### Кар'єра
Першою її роботою був дитячий телефільм «Pony Track», який знімався в Ісландії і вийшов на екрани в 1995 році. Після цього вона багато знімається в різних телефільмах і європейських кінофільмах. У Голлівуді її кар'єра почалася з невеликій ролі у фільмі «Людина в залізній масці» 1998 року.
У 1999 році зіграла головну роль в високобюджетному телефільмі «Клеопатра», пройшовши відбір серед 35 інших претенденток. Її партнерами по знімальному майданчику були Тімоті Далтон (Цезар) і Біллі Зейн (Марк Антоній), з яким у неї зав'язався роман, що тривав близько двох років.
У 2000-х роках продовжувала багато зніматися. 2002 році знялася у фільмі «Блейд 2». У 2005 році була номінована на кінопремію «Аріель» Мексиканської кіноакадемії за фільм «Безневинні голосу». У 2012 році зіграла Марту Дель Соль в телесеріалі «Даллас».
Кілька разів з'являлася в різних чоловічих журналах, в основному — «Maxim», який в 2002 році поставив її на 11 місце в списку 100 найсексуальніших жінок року.

## Особисте життя
З 2011 року Леонор перебуває у фактичному шлюбі з продюсером Лукасом Акоскіним (нар. 25 квітня 1979). У пари є двоє дітей — син Маттео Варела Акоскін (нар. 20 листопада 2012) і дочка Луна Мей Акоскін (нар. 25 лютого 2015).
Переконана вегетаріанка з 12 років. Є активістом товариства захисту китів. Вільно володіє англійською, французькою, іспанською та італійською мовами.
Варела була заручена з Біллі Зейном, колегою по телефільму 1999 року «Клеопатра».

## Нагороди та номінації
- 2003 - премія «Arts and Entertainment Critics Awards» в категорії «Краща акторка».
- 2005 - номінація на премію «Аріель» в категорії «Краща акторка» («Безневинні голосу»).
- Рік випуску 2008 - премія «Imagen Foundation Awards» в категорії «Краща акторка другого плану» («Де Господь залишив свої черевики»).

## Фільмографія
| Рік  | Назва                        | Роль               | Примітки         |
| ---- | ---------------------------- | ------------------ | ---------------- |
| 1995 | Pony Treck                   | Анетт              | Мильна опера     |
| 1996 | Sous le soleil               | Jeanne             | Мильна опера     |
| 1997 | Тік Так                      | Пола Санта Марія   | Мильна опера     |
| 1997 | A Legend to Ride             | Анетт              | Мильна опера     |
| 1999 | Клеопатра                    | Королева Клеопатра | Фільм історичний |
| 2001 | Кравець з Панами             | Марта              | Фільм            |
| 2005 | Зоряна брама: Атлантида      | Чайя Сар           | Телесеріал       |
| 2008 | Торговець сном               | Луз Мартінес       | Фільм            |
| 2013 | Дивний Томас                 | мама Одда          | Фільм            |
| 2017 | Дрібничка на день народження | Б'янка             | Фільм            |
| 2018 | Альфа                        | шаманка            | Фільм            |